# NikitA
Pour les articles homonymes, voir Nikita.
NikitA est un groupe ukrainien de musique pop formé par Yuriy Nikitin. Le trio est composé : Dasha Astafieva, Anastasiya Kumeiko et Yulia Briczkovskaya.

## Histoire
Yuriy Nikitin, le fondateur du groupe, NikitA, a eu l'idée de créer le groupe qui était en développement depuis un certain temps. Une des versions initiales du nom du groupe étaient Sireny et Divas, mais quand il a trouvé Dasha Astafieva et Yulia Kavtaradze, ils ont décidé de le nommer "Nikita" choisis par Dasha et Yulia pour désigner Nikitin. 
Peu de temps après, Yulia Kavtaradze (nl), enceinte, décide de quitter le groupe et elle finit par être remplacé par Yulia Brychkovska.

## Discographie

### Albums
- 2009 : Mashina
- 2014 - Hozyain

### Singles
- 2008 : Mashyna
- 2009 : Zaichik
- 2009 : Verevki
- 2009 : Soldat
- 2010 : Koroleva
- 2011 : Iskusayu ("Bite" en version anglaise)[3]
- 2011 : 20:12 ("My Love" en version anglaise)[4]
- 2012 : Avocado
- 2013 : Siniee Plat'e
- 2013 : Igra
- 2014 : Himiya